# ایرج پسر فتحعلی‌شاه
ایرج پسر فتحعلی‌شاه (۱۲۲۲ ه.ق. - ۱۲۹۶ ه.ق در تهران) شاهزادهٔ قاجار، پزشک و شاعر بود. او در دوران پادشاهی ناصرالدین‌شاه به ریاست اطبای دارالخلافه (تهران) رسید.
وی پسر فتحعلی‌شاه، پدر غلامحسین‌میرزا و پدربزرگ ایرج میرزا شاعر معروف بود.

## نمونه شعر
| تا سگ نفس تو گرگ شیرشکار است     |  | شیر تو دائم ز بیم گرگ نزار است   |
| تا که نزار است شیر و گرگ تو فربه |  | گرگ تو را به ز صید شیر چه‌کار است |